# Robert Chudy
Robert Chudy (ur. 13 maja 1972 w Sosnowcu) – polski piłkarz występujący na pozycji napastnika.

## Życiorys
Wychowanek AKS Niwka Sosnowiec, w tym klubie rozpoczynał także seniorską karierę. W styczniu 1996 roku przeszedł do KS Myszków. W myszkowskim klubie występował do końca 2001 roku, z półroczną przerwą na grę w Victorii Jaworzno w 2000 roku. Następnie przeszedł do Szczakowianki Jaworzno. Z klubem tym w 2002 roku awansował do I ligi, występując również w obu meczach barażowych z RKS Radomsko. W I lidze zadebiutował 4 sierpnia 2002 roku w zremisowanym 1:1 spotkaniu z Wisłą Kraków, a sześć dni później zdobył pierwszą bramkę w I lidze (przeciwko KSZO Ostrowiec Świętokrzyski, 1:3). Po sezonie 2002/2003 i przegranych barażach ze Świtem Nowy Dwór Mazowiecki jego klub spadł z ligi. W Szczakowiance występował do 2006 roku, po czym występował w MKS Myszków, Górniku 09 Mysłowice, Sarmacji Będzin, Zagłębiaku Dąbrowa Górnicza i AKS Niwka Sosnowiec.

## Statystyki ligowe
| Sezon         | Klub                   | Liga    | Mecze | Gole |
| ------------- | ---------------------- | ------- | ----- | ---- |
| 1995/1996 (w) | Krisbut Myszków        | II liga | 17    | 4    |
| 1996/1997     | Krisbut Myszków        | II liga | 28    | 2    |
| 1997/1998     | Krisbut Myszków        | II liga | 21    | 6    |
| 1998/1999     | KS Myszków             | II liga | 25    | 8    |
| 1999/2000     | KS Myszków             | II liga | 37    | 3    |
| 2000/2001 (w) | KS Myszków             | II liga | 18    | 5    |
| 2001/2002 (j) | KS Myszków             | II liga | 18    | 4    |
| 2001/2002 (w) | Szczakowianka Jaworzno | II liga | 14    | 1    |
| 2002/2003     | Szczakowianka Jaworzno | I liga  | 28    | 3    |
| 2003/2004     | Szczakowianka Jaworzno | II liga | 26    | 1    |
| 2004/2005     | Szczakowianka Jaworzno | II liga | 20    | 3    |
| 2005/2006     | Szczakowianka Jaworzno | II liga | 33    | 7    |